# Polyura chersonesus
Polyura chersonesus är en fjärilsart som beskrevs av Hans Fruhstorfer 1898. Polyura chersonesus ingår i släktet Polyura och familjen praktfjärilar. Inga underarter finns listade i Catalogue of Life.